# Sp杂化
sp杂化（英語：sp hybridization）是指一个原子同一电子层内由一个ns轨道和一个np轨道发生杂化的过程。sp杂化是最简单的杂化形式。原子发生sp杂化后，上述ns轨道和一个np轨道便会转化成为两个等价的原子轨道，称为“sp杂化轨道”。两个sp杂化轨道的对称轴夹角为180°，在同一条直线上，故sp杂化也称为“直线型杂化”。
sp杂化一般发生在分子形成过程中。杂化发生前，原子最外层s轨道中的一个电子被激发至p轨道，使将要发生杂化的原子进入激发态；之后，该层的s轨道与三个p轨道中的任意一个发生杂化。此过程中，能量相近的s轨道和p轨道发生叠加，不同类型的原子轨道重新分配能量。
以铍原子为例，铍原子在成键时一般采用sp杂化形式：处于基态的铍原子（电子排布式为：1s22s2）的一个2s电子激发至一个空的2p轨道上，成为激发态（电子排布式为：1s22s12p1）。然后，一个2s轨道再和上述填充了一个电子的2p轨道进行sp杂化，形成两个sp杂化轨道。该过程中铍原子的原子轨道排布变化情况如下图所示：
在有机化学中，碳原子与其他原子以三键连接时（如炔烃中的碳碳三键、腈中的碳氮三键），碳原子均采用sp杂化形式。因为sp杂化产生的键角DCCC为180°，在分子中形成了直线型的区域，使炔烃分子能排列得更加整齐、紧密，这是炔烃熔点较烯烃、烷烃高的原因之一。